# دهستان تلخاب (باشت)
دهستان تلخاب یکی از دهستان‌های شهرستان باشت در استان کهگیلویه و بویراحمد ایران است. این دهستان در بخش بوستان قرار دارد و براساس سرشماری مرکز آمار ایران در سال ۱۳۹۰، جمعیت آن ۱۸۲۶ نفر (در ۴۲۴ خانوار) بوده‌است.